# Ermengarde-Gerberga av Anjou
Ermengarde-Gerberga av Anjou, född 956, död 1024, var hertiginna av Bretagne som gift med Conan I, och Bretagnes regent mellan 992 och 994 för sin minderåriga son Geoffrey I av Bretagne. 